# Fieseler Fi 97
O Fieseler Fi 97 foi um monoplano com 4 lugares construído pela Fieseler nos anos 1930 para ser um aparelho recreativo e de competição. Era capaz de descolar e aterrar utilizando pequenas distâncias graças à sua implementação de algumas abas nas asas.
A sua construção foi apoiada pelo RLM para representar em 1934 a Alemanha na quarta e última Competição Internacional de Aeronaves Recreativas.
|  |